# Tisbury (Massachusetts)
Pour les articles homonymes, voir Tisbury.
Tisbury est une ville du Comté de Dukes dans l’État du Massachusetts.
Elle a été incorporée en 1671.
Sa population était de 4 815 habitants en 2020.